# Dáli csata
A dáli csata egyrészről a Szálehhez hű húszik és a Jemeni hadsereg mellette álló része, másrészről a Hádit támogató hadsereg csapott össze Jemen Dáli kormányzóságának központjában.

## A csata
Március 24-én húszi haderők ostromolták meg Dáliban a közigazgatás legfontosabb épületeit, és heves harcok árán előretörtek a városban. A 33. fegyveres dandár táboránál délutánig tartott az ütközet, ahol 10 Hádi-ellenes fegyveres esett el. Ezután a Hádi-pártiak ellentámadásba lendültek, és visszaverték a városban lévő húszikat.
Majdnem egy heti csata után a húszik ismét bejutottak a városba. A települést a két fél nagyjából egyenlő arányban birtokolta, de az egyik, a városban lévő sejk szerint Dálit a húszik ellenőrizték. Szerinte szórványos harcok előfordulnak, és mindkét oldal nagy veszteségeket szenvedett, Ugyanekkor a Nemzetközi Vörös Félhold egyik mentőautójának jemeni soförjét lövés érte, amibe bele is halt.
Március 31-én Hádi ellen küzdő szeparatisták légvédelmi fegyvereket adtak el a húsziknak és a Szálehhez hű egységeknek. Ezen felül ismételt légi találatok értek húszi és a velük szövetséges erők állásait, többek között egy hadi tábor lőszerraktárát is.  Ezen a napon nagyjából 30 húszi és velük szövetséges katona, köztük kilenc déli harcos halt meg.
Április 1-jén a jelentések szerint a húszi erők a koalíciós légi támadások hatására felpuhultak. A 33. dandár parancsnoka elrepült, a húszi párti erő pedig észak felé kivonultak a városból. 10, Hádihoz közeli harcos utcai harcokban esett el. A hírek szerint másnap a terület a Hádi-pártiak kezén volt, de húszi mesterlövészek tovább folytatták a harcokat.
Április 4-én a húszik elfoglalták a város központi börtönét, és 300 foglyot szabadon engedtek. Felajánlották nekik, hogy vagy csatlakoznak hozzájuk, vagy továbbra is elzárva maradnak.
Április 5-én a koalíciós erők húszi célpontokat akartak megsemmisíteni a város egyik lakóövezetében, de ez a lövéssorozat öt polgári áldozatot is követelt. Etse heves harcokban 19 húszi és 15 Hádi-párti katona halt meg.
Április 8-án több légitámadás is érti a dári húszi állásokat.
Egy helyi tisztviselő elmondása szerint április 12-13-án az összecsapásban 40 húszi és 3 Hádi-párti halt meg. Egy bomba egy házba csapódott, ennek a robbanásnak három gyermek lett az áldozata. Április 19-én több légitámadásban 31 húszi és 17 Hádi-párti harcos vesztette életét.
Hádi-párti források szerint az április 22. és 25. között zajlott összecsapásoknak 43 húszi és 8 törzsi harcos halt meg. Április 27-28-án mindkét oldalon nagyjából 50 ember esett el.
A május 3. s 24. közötti állóháborúban 13 húszi harcos halt meg.
Május 26-án kormánypárti seregek elfoglalták Dálit és a 33. fegyveres dandár központját is.